# Günther Schneider (Politiker)

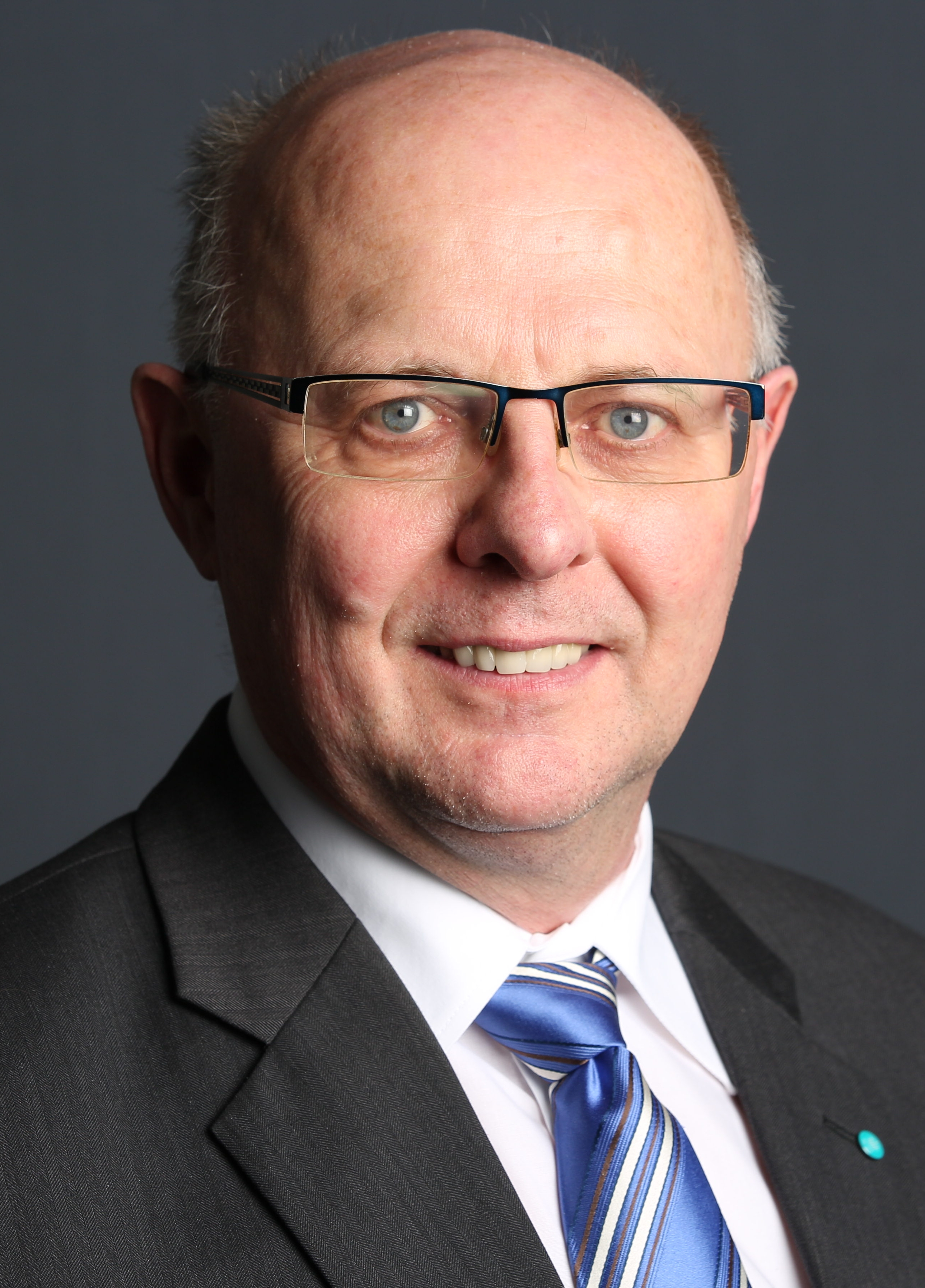
Günther Schneider (2016)

Günther Karlhermann Schneider (* 8. Januar 1955 in Werdorf) ist ein deutscher Politiker (parteilos, ehemals CDU). Von Dezember 2017 bis Dezember 2019 war er Staatssekretär im Sächsischen Staatsministerium des Innern. Zuvor war er von 2004 bis 2017 Mitglied des Sächsischen Landtags. Schneider ist ehrenamtlicher Präsident des Deutschen Jugendherbergswerks.

## Leben
Schneider machte 1980 sein 1. juristisches Staatsexamen. Seine Promotion zum Dr. jur. erfolgte 1982, sowie 1985 sein 2. juristisches Staatsexamen. Bis 1988 war er als Rechtsanwalt tätig, danach war er bis 1991 Richter am Sozialgericht Frankfurt am Main. Von 1991 bis 1994 war er wissenschaftlicher Mitarbeiter am Bundesverfassungsgericht, danach Richter am Sächsischen Landessozialgericht. 1999 wurde er zum Vorsitzenden Richter an diesem Gericht ernannt. 2002 wurde er Honorarprofessor an der Juristischen Fakultät der TU Dresden.
Ehrenamtlich engagiert er sich unter anderem im Deutschen Jugendherbergswerk, zu dessen Präsidenten er im November 2017 gewählt worden ist. Zuvor war er elf Jahre lang Präsident des sächsischen Jugendherbergswerks. Zudem ist er Vorsitzender des Landesverbands Sachsen des Volksbund Deutsche Kriegsgräberfürsorge.
Günther Schneider ist verheiratet und hat fünf Kinder. Er gehört der evangelisch-lutherischen Konfession an.

## Politik
Im Jahre 2000 wurde Schneider Mitglied der CDU. Im Jahr 2002 wurde er zum Kreisvorsitzenden des CDU-Kreisverbandes Mittleres Erzgebirge gewählt. Bei der Landtagswahl in Sachsen 2004 zog er über das Direktmandat im Wahlkreis Mittleres Erzgebirge in den Sächsischen Landtag ein, 2009 verteidigte er sein Mandat erfolgreich, wie auch 2014. Im Landtag war er während der vierten Wahlperiode (2004–2009) Vorsitzender des Ausschusses für Verfassung, Recht und Europa und Mitglied des Ausschusses für Soziales, Gesundheit, Familie, Frauen, Senioren und Jugend und zudem behindertenpolitischer Sprecher der CDU-Fraktion. In der fünften Wahlperiode (2009–2014) war er Vorsitzender der Parlamentarischen Kontrollkommission (PKK) und Mitglied im Verfassungs-, Rechts- und Europaausschuss sowie Mitglied im Ausschuss für Wissenschaft und Hochschule, Kultur und Medien. Zudem war er wissenschaftspolitischer Sprecher der CDU-Fraktion. In der sechsten Wahlperiode war er von 2014 bis 2017 weiterhin Vorsitzender der Parlamentarischen Kontrollkommission (PKK) und gehörte dem Verfassungs- und Rechtsausschuss an; zudem war er Sprecher in Bundeswehrangelegenheiten.
Am 7. Juni 2015 wurde er zum ehrenamtlichen Bürgermeister der Gemeinde Grünhainichen gewählt.
Am 18. Dezember 2017 wurde er von Ministerpräsident Michael Kretschmer zum Staatssekretär im Sächsischen Staatsministerium des Innern berufen und musste daraufhin sowohl sein Bürgermeisteramt als auch sein Landtagsmandat aufgeben. Mit der Bildung des Kabinetts Kretschmer II infolge der Landtagswahl 2019 schied er am 20. Dezember 2019 als Staatssekretär aus.
Ende Juni 2022 trat er aus der CDU aus. Er kritisierte „Gekungel im Hinterzimmer“, nachdem anlässlich der Landratswahl im Erzgebirgskreis 2022 nach dem ersten Wahlgang die Bewerber von FDP, Tino Günther, und SPD, Simone Lang, zugunsten des CDU-Kandidaten Rico Anton ihre Bewerbung zurückgezogen hatten und seiner Auffassung nach ohne Legitimierung durch Parteibeschlüsse ein „Bündnis für das Erzgebirge“ durch die drei Parteien angekündigt hatten. Als weiteren Beweggrund nannte er „vollmundige Versprechen“ des sächsischen Ministerpräsidenten Michael Kretschmer, ohne zu nennenswerten Fortschritten zu kommen.